# Gle Iboih (kulle i Indonesien)
Gle Iboih är en kulle i Indonesien.   Den ligger i provinsen Aceh, i den västra delen av landet, 1 900 km nordväst om huvudstaden Jakarta. Toppen på Gle Iboih är 79 meter över havet. Gle Iboih ligger på ön Pulau We.
Terrängen runt Gle Iboih är huvudsakligen kuperad, men österut är den platt. Havet är nära Gle Iboih åt nordväst. Runt Gle Iboih är det ganska glesbefolkat, med 34 invånare per kvadratkilometer. Närmaste större samhälle är Sabang, 11,1 km öster om Gle Iboih. 